# Günterscheidtunnel
Der Günterscheidtunnel (auch Tunnel Günterscheid) ist ein 1130 m langer Eisenbahn-Tunnel der Schnellfahrstrecke Köln–Rhein/Main. Er unterquert zwei Bergrücken des Höhenzuges Auf der Silberkaul nördlich des Ortsteils Günterscheid der Ortsgemeinde Windhagen und trägt daher seinen Namen. Der westliche bzw. nördliche Abschnitt des Tunnels liegt auf dem Gebiet der Ortsgemeinde Windhagen, der östliche bzw. südliche Abschnitt auf dem Gebiet der Ortsgemeinde Neustadt (Wied).

## Verlauf
Das Nordportal liegt beim Strecken-Km 48,6 und das Südportal bei km 49,7. Ein Notausgang führt in der Mitte der Röhre, bei 50° 37′ 46″ N, 7° 22′ 33″ O, an den Rand eines Waldgebietes.

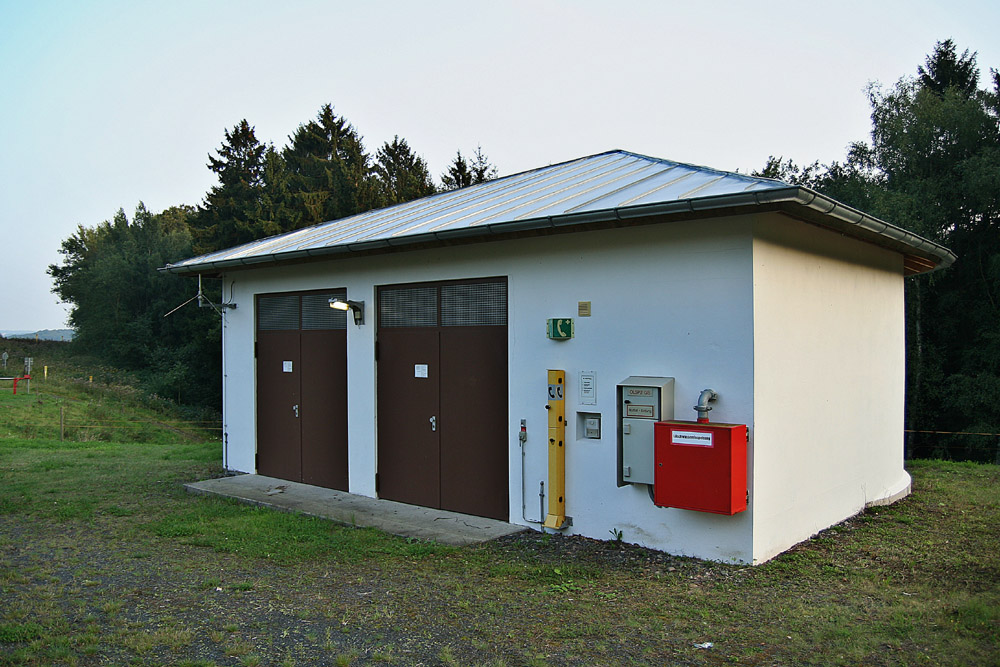
Der Notausgang des Günterscheidtunnels

Die Röhre verläuft gerade und steigt Richtung Norden hin kontinuierlich an. Die Überdeckung liegt bei bis zu 30 m (andere Quelle: 24 m). Nördlich des Tunnels schließt sich die Fischerhaustalbrücke, im Süden die Hallerbachtalbrücke an.
Der Tunnel ist der nördlichste der drei rheinland-pfälzischen Tunnel im Los A der Neubaustrecke. Zwischen den Tunnelmetern 210 und 450 unterfährt die Röhre, wie auch der Ittenbachtunnel, zwischen Frankfurt und Köln laufende Erdgas- und Ethylen-Pipelines.

## Geschichte

### Planung
Ende 1995 und 1998 lag die geplante Länge des Tunnels bei 1095 m. Mitte 1999 war das Bauwerk dagegen bereits mit der später realisierten Länge von 1130 m geplant.

### Bau
Die Röhre wurde auf einer Länge von 1060 m im bergmännischen Vortrieb gebaut. Lediglich die Portalbereiche wurden in offener Bauweise errichtet. Aufgrund schwieriger Gebirgsverhältnisse konnte nur teilweise ein Vortrieb per Bagger erfolgen. Insbesondere beim Ausbruch von Stosse und Sohle waren auf längeren Abschnitten Sprengungen erforderlich. Im Bereich des südlichen Anschlags war auf einer Länge von etwa 40 Metern ein Firststollen-Vortrieb notwendig geworden. Aufgrund des lockeren Gesteins war zumeist auch eine Spiessicherung notwendig.
Im Bereich der Pipelines, die über 20 Meter unterhalb der Tunnelsohle verlaufen, wurden günstige, homogene Gebirgsverhältnisse angetroffen. Zusätzliche Hebungen der Rohrfernleitungen waren daher nicht notwendig. Der Bau erfolgte ab Herbst 1998, der Rohbau wurde Anfang 2001 fertiggestellt.
Insgesamt wurden 159.000 m³ ausgebrochen, 19.400 m³ Spritzbeton und 23.400 m³ Konstruktionsbeton aufgewendet.

### Rettungsübungen
In der Nacht zum 5. April 2008, zwischen 0:35 und 4:30 Uhr, fand in dem Tunnel eine groß angelegte Rettungsübung statt. Rund 320 Fahrgäste, darunter 30 mit simulierten Verletzungen, wurden im Rahmen der Übung evakuiert. Während die gehfähigen Fahrgäste binnen elf Minuten in Sicherheit gebracht werden konnten, wurden die 30 „Verletzten“ von Rettungskräften evakuiert. 450 Rettungskräfte waren an der Übung beteiligt. Im Drei-Jahres-Rhythmus finden derartige Übungen auf der Neubaustrecke statt.

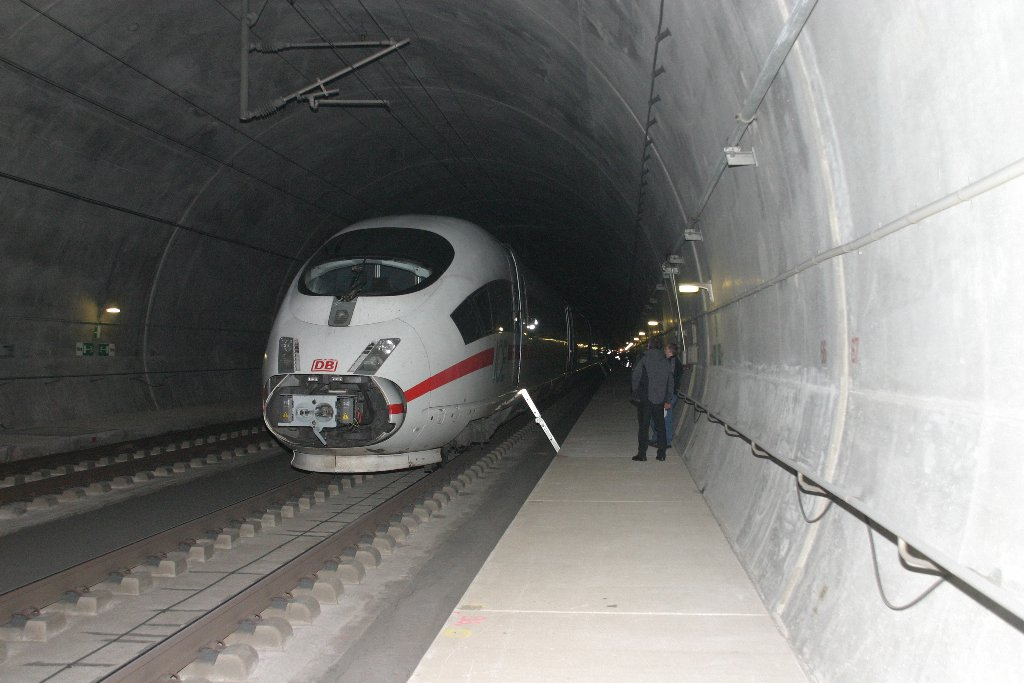
Der während der Übung zum Stehen gekommene ICE 3
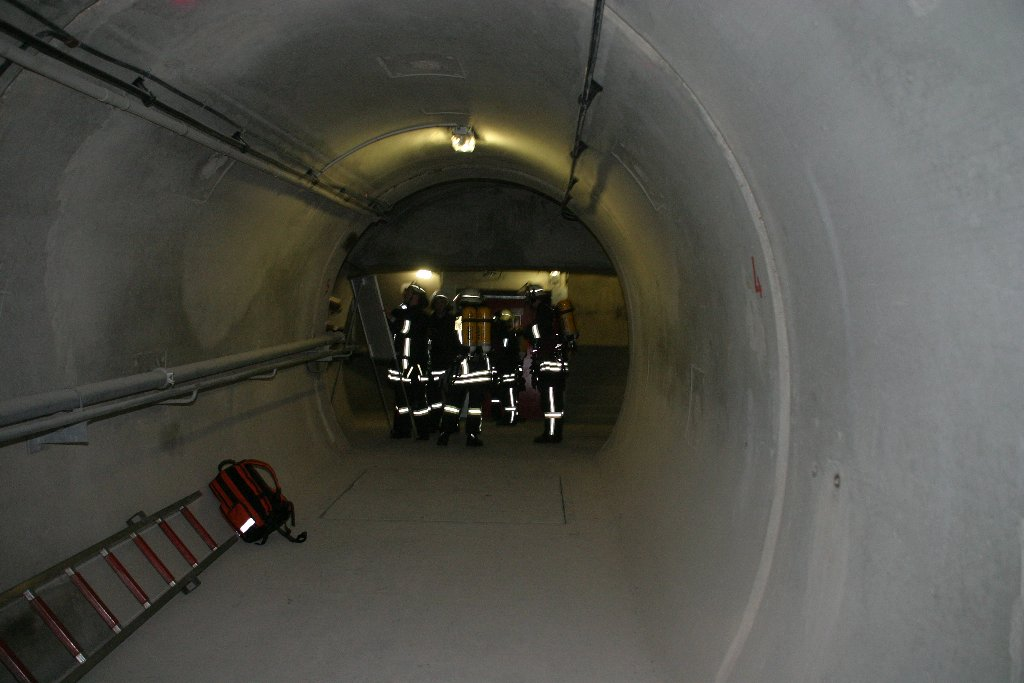
Feuerwehrleute im Verbindungsgang zwischen Rettungsschacht und Fahrtunnel
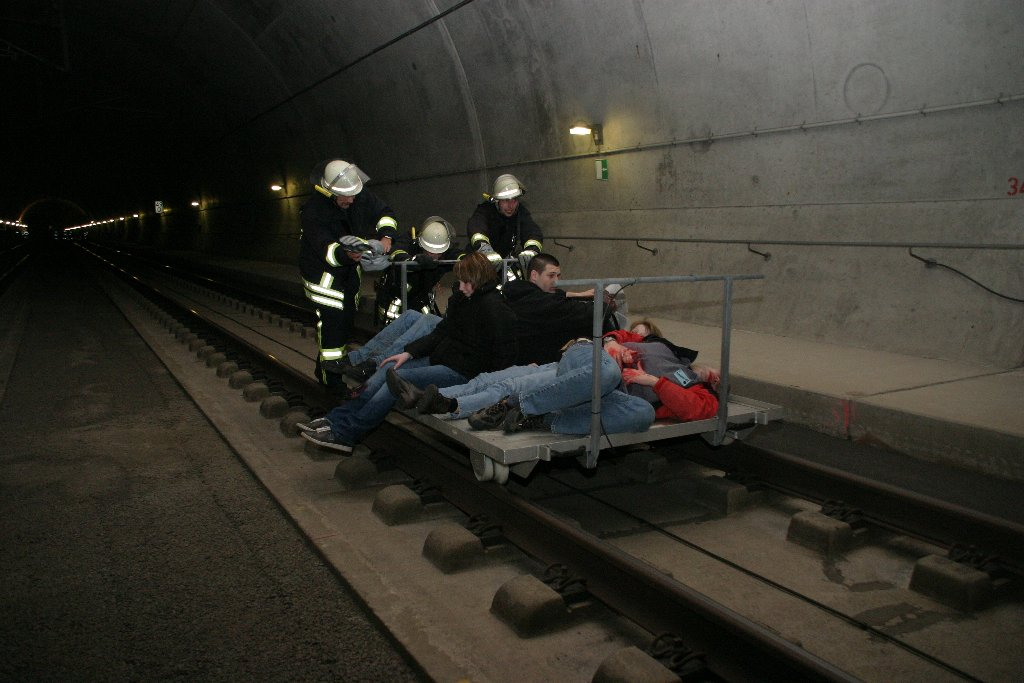
Rettungskräfte bringen „Verletzte“ per Rollpalette aus dem Tunnel
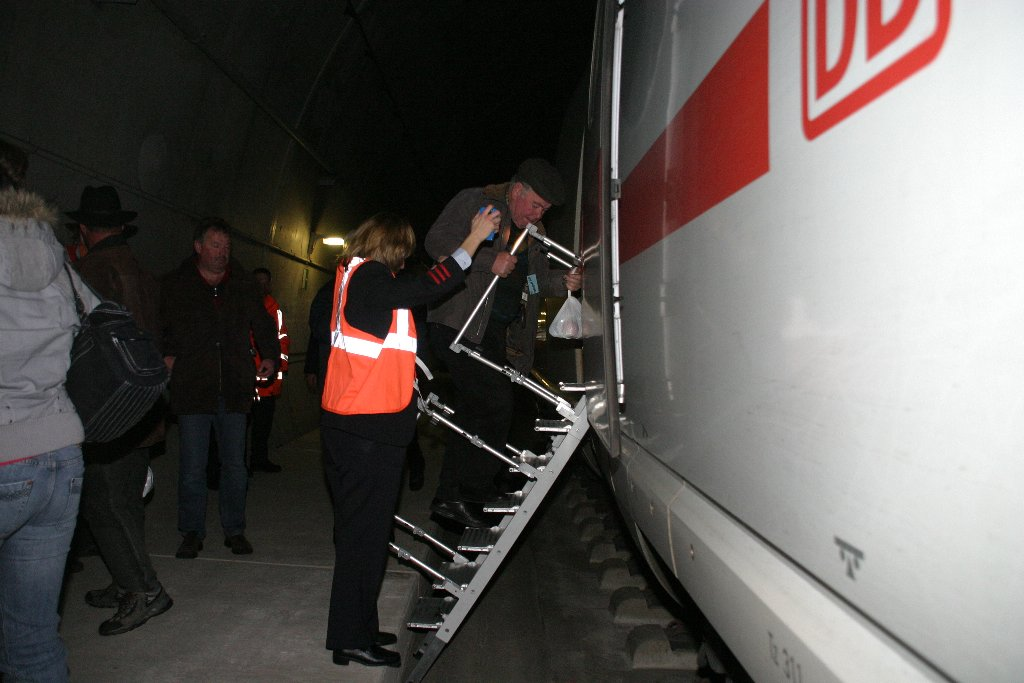
Eine Zugbegleiterin hilft einem Reisenden per Ausstieg über eine Notleiter

In der Nacht zum 30. Oktober 2022 fand eine weitere Rettungsübung, mit mehr als 350 Einsatzkräften, statt.